# Малая Даниловка (Токарёвский район)
Малая Даниловка — село в Токарёвском районе Тамбовской области России. 
Административный центр Даниловского сельсовета.

## География
Расположено на реке Плата, в 11 км к северо-западу от районного центра, рабочего посёлка Токарёвка.

## Население
| 2002 | 2010 |
| ---- | ---- |
| 445  | ↘359 |

Согласно результатам переписи 2002 года, в национальной структуре населения русские составляли 98 % от жителей.